# Georgi Cankow
Georgi Cankow Weselinow (bułg. Георги Цанков Веселинов, ur. 8 kwietnia 1913 w Kytinie, zm. 21 listopada 1990 w Sofii) – bułgarski polityk komunistyczny, minister spraw wewnętrznych Bułgarii w latach 1951–1962, wicepremier Bułgarii w 1962.

## Życiorys
W 1932 wstąpił do Bułgarskiej Partii Komunistycznej, działał w związkach zawodowych pozostających pod wpływem komunistów. Uczestniczył w komunistycznym ruchu oporu podczas II wojny światowej, w latach 1941–1944 kierował grupami terrorystycznymi w Sofii.Po przejęciu przez komunistów władzy w Bułgarii we wrześniu 1944 został sekretarzem generalnym Powszechnego Związku Pracowników Zawodowych. 1948-1962 członek Komitetu Centralnego BPK, od 1954 również członek Biura Politycznego BPK. 1947-1950 członek Prezydium Zgromadzenia Narodowego. Od 6 stycznia 1951 do 17 marca 1962 był ministrem spraw wewnętrznych Bułgarii. Był odpowiedzialny za masowe prześladowania opozycji i terror polityczny. W 1962 krótko był wicepremierem.